# Parc estatal Cascades 'Akaka
El Parc estatal Cascades 'Akaka (en anglès, 'Akaka Falls State Park) és un parc estatal situat a l'illa de Hawaii, a l'estat de Hawaii (Estats Units d'Amèrica).
El parc està a uns 18 km al nord d'Hilo, a l'oest d'Honomū, a la carretera Hawaii Belt Road (ruta 19) al final de la ruta 220 d'Hawaii. Inclou les Cascades 'Akaka, unes cascades de 135 m d'altura. 'Akaka en la llengua hawaiana significa «una renda, dividir, picar, separar, trencar, dividir, escalar». Les cascades 'Akaka estan situades al rierol Kolekole.
La part accessible del parc es troba sobre la part dreta de la profunda gorga a on cau l'aigua, i les caigudes es poden veure des de diversos punts al llarg d'un recorregut pel parc. També visible des d'aquesta ruta es troben les cascades Kahūnā.
El folclore local descriu una gran pedra anomenada Pōhaku a Pele o Kāloa, situada a 21 m aigües amunt de les cascades, que, quan és copejada per una branca de lehua ʻāpane, crida al cel a enfosquir-lo i fer ploure. Lehua ʻāpane o ʻōhiʻa ʻāpane (Metrosideros polymorpha) és un arbre ʻōhiʻ amb flors vermelles fosques.

## Vida salvatge
El ʻoʻopu ʻalamoʻo (Lentipes concolor) és una espècie endèmica hawaiana de peixos gòbids que es reprodueix a la vora de les cascades, però madura al mar. Aquests peixos tenen un disc de succió a la panxa que els permet agafar-se a les roques mullades darrere i al costat de les cascades. Amb aquest disc, poden escalar les cascades quan és el moment de la fresa.